# Е. Г. Скот
Е. Г. Скот (на английски: E. G. Scott) е съвместен псевдоним на писателите Елизабет Кийнън (Elizabeth Keenan) и Грег Уандс (Greg Wands), автори на общи произведения в жанра трилър.
Елизабет МакКулоу Кийнън е американска писателка и издателски консултант със седалище в Ню Йорк. Родена е на 5 май 1978 г. в Ню Йорк, САЩ. Работи в книгоиздаването в продължение на осемнадесет години за изданията на „Саймън и Шустър“, „Penguin Random House“ и „Macmillan“. Нейната работа е публикувана в множество антологии (Living on the edge of the world) и онлайн.
Грег Скот Уандс е американски сценарист. Роден е на 1 октомври 1978 г. в САЩ. Израства в Саг Харбър, щат Ню Йорк. Запален читател през целия си живот.
Двамата са приятели повече от двадесет години и пишат пиеси, сценарии и разкази поотделно от детството си. Те си сътрудничат по множество проекти от началото на приятелството си. Заради любовта си към трилърите и жанра ноар започват да пишат съвместен роман. Двамата живеят в Западен Манхатън.
Първият им роман „Другата“ е издаден през 2019 г. Двайсет години след като Ребека и Пол се събират с магнетична любов нищо не същото, а двамата се давят в тайни, които започват да поглъщат брака им. Тя открива, че той ѝ изневерява, но и има намерение да си създаде нов живот с друга жена. Затъвайки в зависимостта си от антидепресанти, тя измисля сложен план, една непредсказуема и стилна игра на котка и мишка. Романът става международев бестселър.
Следващият им трилър „In Case of Emergency“ (В случай на спешност) от 2020 г. проследява историята на жена, която търси отговори, след като нейният приятел изчезва и се появява труп, който я замесва в убийството на жена, която никога не е срещала.

## Произведения

### Самостоятелни романи
- The Woman Inside (2019)
Другата, изд.: ИК „Бард“, София (), прев. Цветана Генчева, Теодора Божилчева
- In Case of Emergency (2020)